# Methyltransferasen
Methyltransferasen oder Methylasen sind Enzyme in allen Lebewesen, die ihre Substrate methylieren, das heißt, sie übertragen eine Methylgruppe auf andere Biomoleküle. Diese Reaktion ist Teil ganz unterschiedlicher Stoffwechselwege, insbesondere bei der Biosynthese der Cobalamine, Menachinone, von Porphyrin, Methionin und dTTP. Neben diversen Synthesewegen helfen Methyltransferasen allgemein beim Prozessieren von genetischer Information, so beim Verarbeiten von ribosomaler RNA, bei der DNA-Methylierung und anderer Methoden der Regulation der Transkription, beim mRNA-Capping und der Modifizierung von tRNA. Es gibt N-Methyltransferasen, O-Methyltransferasen und die vergleichsweise selteneren C-Methyltransferasen.

## Beispiele
- mRNA-cap-Methyltransferase
- N6-Adenosin-Methyltransferase
- Thiopurin-Methyltransferase
- SETD3, unabdingbar für die Replikation von Enteroviren

## Verhalten gegenüber Quecksilber
Im Organismus können Methyltransferasen Methylgruppen auf Quecksilber-Kationen übertragen, wodurch hochgiftiges Methylquecksilber entsteht, welches mitverantwortlich dafür ist, dass Quecksilber seine giftige Wirkung im Körper entfalten kann.